# Keramikwetzstab

Keramikwetzstab neben einem japanischen Santoku-Messer

Ein Keramikwetzstab dient zum „Abziehen“, Scharfhalten und schnellen Nachschärfen von (Küchen-)Messern.

## Aufbau
Im Aufbau ähnelt ein Keramikwetzstab sehr einem herkömmlichen Wetzstab aus Stahl; anstatt eines Stabes aus Stahl bedient man sich aber eines runden oder ovalen Stabes aus Keramik bzw. Industriekeramik. Die Gesamtlänge eines Keramikwetzstabes beträgt ungefähr 40 cm, der Durchmesser des Stabes ungefähr 12 mm.

## Anwendung
Man führt die zu schärfende Klinge eines Messers von beiden Seiten mit leichtem Druck über den Wetzstab. Entweder in Richtung vom „Körper weg“ oder zum „Körper hin“. Dabei sollte man die Klinge in einem Winkel von etwa 15° bis 30° führen. Die Wahl des Winkels hängt alleine von dem ursprünglichen Schliff der Klinge ab. Es ist darauf zu achten, dass dieser Winkel eingehalten wird, um den Schliff der Klinge nicht zu ruinieren.
Bei einseitig (links- oder rechtsseitig) geschliffenen Messern, in aller Regel japanischer Machart (Hōchō), sollte man darauf verzichten, dieses mit einem Wetzstab nachzuschärfen und das Messer nur mit Schleif- und Abziehsteinen schärfen.

## Funktionsweise
Die eingesetzte Keramik ist härter als der Stahl der Messerklingen. Daher richtet man nicht nur den Grat der Schneide eines Messers auf, sondern schärft die Schneide durch Materialabnahme auch effektiv nach.
Hierin liegt der Hauptunterschied zu einem sogenannten spanenden Wetzstab aus Stahl. Die Härte nach Rockwell (HRC) eines spanenden Wetzstahls liegt meist nur knapp über der des Stahls der Klinge. So wird eine Klinge nicht oder kaum geschärft, indem Stahl abgetragen wird, es wird meistens nur der Grat aufgestellt.
Besonders bei japanischen Messern (mit beidseitigem Schliff), die sowohl werkstoff- als auch fertigungsbedingt härter sind (HRC 60+), ist es sinnvoll, einen keramischen Wetzstab zu verwenden.
Qualitative Unterschiede ergeben sich durch die jeweilige Oberflächenbeschaffenheit (Rauheit, Welligkeit, …), die Ergonomie und den eingesetzten Handgriff (aus Kunststoff bestehend und eher spülmaschinengeeignet).

## Pflege
Nach mehrmaligem Benutzen zeichnen sich graue Streifen auf der Oberfläche des meist schneeweißen keramischen Wetzstabes ab. Hierbei handelt es sich um Abrieb des Stahls der Klinge. Dieser Abrieb kann mittels (PH-neutraler) Seife und einer Handbürste meist wieder entfernt werden.